# 凯莱布·拉尔夫
凯莱布·拉尔夫（英語：Caleb Ralph，1977年9月10日—），新西兰男子橄榄球运动员。他曾代表新西兰七人制国家队参加1998年英联邦运动会七人制橄榄球比赛，获得一枚金牌。